# Sebastià Xambó i Descamps
Sebastià Xambó i Descamps (Vilallonga de Ter, Ripollès, 1945) és un matemàtic i professor universitari català.
Catedràtic d'Àlgebra de la Universitat Complutense i, des de 1993, catedràtic de Teoria de la Informació i Codificació de la Universitat Politècnica de Catalunya (UPC), ha estat president de la Societat Catalana de Matemàtiques (SMC) entre els anys 1995 i 2002, i la seva gestió va aconseguir portar a Barcelona el tercer congrés de l'European Matemàtiques el 2000. Fou el degà de la Facultat de Matemàtiques i Estadística de la UPC (FME) del 2003 al 2007, president de la Conferència de Degans de Matemàtiques (CDM) de 2004 a 2007, comissari general de l'Exposició RSME-Imaginary de 2010 a 2013, i és el director del portal RSME-Universia Arbolmat des de 2011. També ha creat una empresa que desenvolupà amb èxit l'aplicació informàtica WIRIS.
En constituir-se l'Associació Catalana per a la Divulgació Científica (ACDIC) el 2017 formà part de la seva junta directiva com a vicepresident segon. Ha estat el principal impulsor de "L'Arbre de les Matemàtiques", ArbolMat, i fou el comissari de l'exposició itinerant "Imaginary, una mirada matemàtica". Compta amb més de quaranta articles en geometria algebraica i teoria de codis i ha publicat diversos llibres de text avançats i monografies d'investigació.
La Reial Societat Matemàtica Espanyola li atorgà la medalla 2019 per tal de reconèixer la seva trajectòria.
L'any 2020 el Govern de la Generalitat de Catalunya el distingí amb la medalla Narcís Monturiol.